# Bombe au cobalt
Une bombe au cobalt est un type de bombe salée : une arme nucléaire conçue pour produire des  retombées radioactives, destinée à contaminer une vaste zone à des fins de guerre radiologique, de destruction mutuelle  ou comme arme de l'Apocalypse.

## Histoire
Le concept d'une bombe au cobalt a été initialement décrit dans une émission de radio par le physicien Leó Szilárd, le 26 février 1950. Son intention est de montrer que la technologie des armes nucléaires atteindra un point où elle pourrait  dans un dispositif apocalyptique mettre fin à la vie humaine sur Terre,.
Dans un article du journal "Le Monde" du 10 septembre 1953, le journaliste Claude-George Bossière rapporte que la bombe au cobalt peut aussi être surnommée la "bombe C", par analogie notamment avec la "bombe A" et la "bombe H".
L'opération Antler / Round 1 par les Britanniques sur le site de Tadje dans la chaîne de Maralinga en Australie le 14 septembre 1957, a testé une bombe utilisant des pastilles de cobalt comme traceur radiochimique. Considérée comme un échec l'expérience n'a pas été répétée. En Russie, le triple essai de salve nucléaire taïga, dans le cadre du projet préliminaire du canal Petchora-Kama de mars 1971, a produit des quantités  élevées de cobalt 60 (60 Co ou Co-60) à partir de l'acier qui entourait les dispositifs de la taïga. Le pourcentage élevé de contamination est en  partie dû au fait que les appareils utilisaient principalement des réactions de fusion plutôt que de fission, de sorte que la quantité de retombées gamma de césium 137 était relativement faible. Une végétation photosynthétique existe tout autour du lac qui s'est formé,.
En 2015, un projet d'une conception de torpille nucléaire russe a été divulgué. La conception s'intitule Oceanic Multipurpose System Status-6, qui reçoit le nom officiel de Poséidon,. Le document indique que la torpille créerait « de vastes zones de contamination radioactive, les rendant inutilisables pour des activités militaires, économiques ou autres pendant une longue période  ». Sa charge utile serait de plusieurs dizaines de mégatonnes. Le journal du gouvernement russe Rossiskaïa Gazeta a émis l'hypothèse que l'ogive serait une bombe au cobalt. On ne sait pas si le Status-6 est un vrai projet, ou s'il s'agit de désinformation russe. En 2018, l'examen annuel de la posture nucléaire du Pentagone déclare que la Russie développait un système appelé « Status-6 Oceanic Multipurpose System ». Si Status-6 existe, on ignore si la conception divulguée en 2015 est exacte, ou si l'affirmation de 2015 selon laquelle la torpille pourrait être une bombe au cobalt est authentique.  Parmi d'autres commentaires à ce sujet, Edward Moore Geist écrit un article dans lequel il dit que « les décideurs russes auraient peu confiance que ces zones seraient dans les emplacements prévus » et des experts militaires russes sont cités comme disant que « les torpilles robotiques pourraient avoir d'autres objectifs, comme la livraison d'équipements en haute mer ou l'installation de dispositifs de surveillance. ».

## Mécanisme
Une bombe au cobalt pourrait être fabriquée en plaçant une quantité de cobalt métallique ordinaire (cobalt 59) autour d'une bombe thermonucléaire. Lorsque la bombe explose, les neutrons produits par la réaction de fusion dans l'étape secondaire de l'explosion de la bombe thermonucléaire transmuteraient le cobalt en cobalt 60, radioactif, qui serait vaporisé par l'explosion. Le cobalt se condenserait alors et retomberait sur terre avec la poussière et les débris de l'explosion, contaminant le sol.
Le cobalt 60 déposé aurait une demi-vie de 5,27 ans, se désintégrant en nickel 60 et émettant deux rayons gamma ayant des énergies de 1,17 et 1,33 MeV, d'où l'équation nucléaire globale de la réaction :
59
27Co + n → 60
27Co → 60
28Ni + e− + rayons gamma.
Le nickel 60 est un isotope stable et ne subit plus de désintégration une fois la transmutation terminée.
La demi-vie de 5,27 ans du 60Co est suffisamment longue pour lui permettre de se déposer avant qu'une désintégration significative ne se produise, et pour rendre impossible d'attendre dans des abris qu'il se désintègre, mais suffisamment courte pour qu'un rayonnement intense soit produit. De nombreux isotopes sont plus radioactifs (or 198, tantale 182, zinc 65, sodium 24 et bien d'autres), mais ils se désintégreraient plus rapidement, permettant probablement à une certaine population de survivre dans des abris.

## Retombées des bombes au cobalt par rapport aux autres armes nucléaires
Les produits de fission sont plus meurtriers que le cobalt activé par les neutrons dans les premières semaines suivant la détonation. Après un à six mois, les produits de fission d'une arme thermonucléaire, même à grande puissance, se désintègrent à des niveaux tolérables par l'homme. L'arme thermonucléaire à deux étages (déclencheur à fission/primaire avec fusion-fission secondaire) à haut rendement est donc automatiquement une arme de guerre radiologique, mais ses retombées se désintègrent beaucoup plus rapidement que celles d'une bombe au cobalt. Les retombées d'une bombe au cobalt, d'autre part, rendraient les zones touchées effectivement bloquées dans cet état provisoire pendant des décennies : habitables, mais pas sûres pour une habitation constante.
Initialement, le rayonnement gamma des produits de fission d'une bombe à fission-fusion-fission de taille équivalente est beaucoup plus intense que le cobalt 60 : 15 000 fois plus intense à 1 heure ; 35 fois plus intense à 1 semaine ; 5 fois plus intense à 1 mois ; et à peu près égale à 6 mois. Par la suite, les niveaux de rayonnement des retombées des produits de fission chutent rapidement, de sorte que les retombées de Co-60 sont 8 fois plus intenses que la fission à 1 an et 150 fois plus intenses à 5 ans. Les isotopes à très longue durée de vie produits par la fission dépasseraient à nouveau le 60 Co après environ 75 ans.
Théoriquement, un appareil contenant 510 tonnes métriques de Co-59 peut répandre 1 g de la matière à chaque km carré de la surface de la Terre (510 000 000 km2). Si l'on suppose que tout le matériau est converti en Co-60 à 100% d'efficacité et s'il est réparti uniformément sur la surface de la Terre, il est possible qu'une seule bombe tue toute personne sur Terre. Cependant, en fait, une conversion complète à 100 % en Co-60 est peu probable ; une expérience britannique de 1957 à Maralinga a montré que la capacité d'absorption des neutrons du Co-59 était beaucoup plus faible que prévu, entraînant dans la pratique une formation très limitée d'isotope Co-60 .
De plus, les retombées ne se déposent pas uniformément tout au long du chemin sous le vent d'une détonation, de sorte que certaines zones seraient relativement épargnées par les retombées et la Terre ne serait pas universellement rendue sans vie par une bombe au cobalt. Les retombées et la dévastation consécutives à une détonation nucléaire n'augmentent pas de manière linéaire avec le rendement explosif (équivalent à des tonnes de TNT). Les engins nucléaires qui explosent à haute altitude entraînent des retombées beaucoup plus étendues mais plus lentes, en particulier pour les armes sales ou de type cobalt. Les isotopes radioactifs sont pris dans les processus météorologiques mondiaux naturels qui, en raison de l'extraordinaire robustesse de l'isotope, effectueront plusieurs cycles tout au long du processus de condensation et d'évaporation, entraînant une propagation mondiale et la destruction effective de l'eau utilisable pour les plantes, les animaux terrestres, humains et la vie marine.

## Exemple de niveaux de rayonnement en fonction du temps
Pour le type de rayonnement donné par une bombe au cobalt, la dose mesurée en sievert (Sv) et gray (Gy) peut être considérée comme équivalente. En effet, le rayonnement nocif pertinent du cobalt 60 est le rayonnement gamma. Lors de la conversion entre sievert et gray pour les rayons gamma, le facteur de pondération du type de rayonnement sera de 1, et le rayonnement sera un rayonnement très pénétrant réparti uniformément sur le corps, de sorte que le facteur de pondération du type de tissu sera également de 1.
Supposons qu'une bombe au cobalt dépose des retombées intenses provoquant un débit de dose de 10 Sv par heure. À ce débit de dose, toute personne non abritée exposée aux retombées recevrait une dose létale en 30 minutes environ (en supposant une dose létale médiane de 5 Sv ). Les personnes vivant dans des abris bien construits seraient en sécurité grâce à la protection contre les radiations.
- Après une demi-vie de 5,27 ans, seule la moitié du cobalt 60 se sera décomposée et le débit de dose dans la zone affectée serait de 5 Sv/heure. Une personne exposée au rayonnement recevrait une dose létale en 1 heure.
- Après 10 demi-vies (environ 53 ans), le débit de dose serait tombé à environ 10 mSv/heure. Une personne en bonne santé pourrait passer jusqu'à 4 jours exposée aux retombées sans effets immédiats . Les effets à long terme de cette exposition seraient un risque  de développer un cancer[16]. Au 4e jour, la dose accumulée sera d'environ 1 Sv, moment auquel les premiers symptômes du syndrome aigu d'irradiation peuvent apparaître.
- Après 20 demi-vies (environ 105 ans), le débit de dose serait tombé à environ 10 μSv/heure. À ce stade, les humains pourraient rester sans abri à plein temps puisque leur dose de rayonnement annuelle serait d'environ 80 mSv. Ce débit de dose annuel est environ 30 fois supérieur au débit de rayonnement de fond naturel moyen de 2,4 mSv/an[17]. À ce débit de dose, le lien de causalité avec l'incidence du cancer serait difficile à établir.
- Après 25 demi-vies (environ 130 ans), le débit de dose du cobalt 60 serait tombé à moins de 0,4 μSv/heure et pourrait être considéré comme négligeable.

## Décontamination
Il est possible de décontaminer des zones relativement petites avec des équipements tels que des excavatrices et des bulldozers recouverts de verre au plomb, similaires à ceux employés dans le projet du lac Chagan. En écumant la couche de retombées à la surface de la couche arable et en l'enfouissant dans une tranchée profonde tout en l'isolant des sources d'eau souterraine, la dose de rayons gamma est réduite,. La décontamination après l'accident de Goiânia au Brésil en 1987 et la possibilité d'une «  bombe sale »  avec du Co-60, qui présente des similitudes avec l'environnement auquel on serait confronté, a incité l'invention de  « revêtements de séquestration » et de sorbants en phase liquide pour le Co-60 facilitant la décontamination, y compris celle de l'eau,,.

## Dans la culture populaire
- Dans le roman On the Beach (1957) de Nevil Shute, les bombes au cobalt sont mentionnées comme la cause de la radioactivité mortelle qui menace l'Australie. La bombe au cobalt est un symbole de l'orgueil de l'homme[24].
- Dans City of Fear (1959), un condamné évadé de la Prison d'État de San Quentin vole une cartouche de cobalt 60, pensant qu'elle contient de la drogue. Il s'enfuit à Los Angeles pour le mettre en gage, ignorant que cela pourrait le tuer et contaminer la ville.
- Dans la comédie noire Docteur Folamour (1964), un type de bombe au sel de cobalt est utilisé, utilisant spécifiquement un composite appelé Cobalt-Thorium G avec un mécanisme Dead Hand, par l'Union soviétique comme un « dispositif apocalyptique » de dissuasion nucléaire[25].
- Dans le film de James Bond Goldfinger (1964), le personnage principal informe Bond qu'il a l'intention de déclencher un dispositif atomique « particulièrement sale » utilisant du cobalt et de l'iode [26]. dans le US Bullion Repository à Fort Knox dans le cadre de l'opération Grand Slam, un stratagème destiné à contaminer l'or de Fort Knox pour augmenter la valeur de l'or qu'il a stocké.
- Dans le roman Toi l'immortel de Roger Zelazny, lauréat du prix Hugo en 1965, la Terre a subi une guerre nucléaire il y a plusieurs décennies et certaines régions souffrent encore de niveaux de rayonnement élevés dus aux bombes au cobalt, entraînant des mutations et des changements écologiques.
- Dans le quatrième acte de l'épisode classique de Star Trek Obsession (1967), Ensign Garrovick fait référence à 10 000 bombes au cobalt n'équivalant pas à la puissance de moins d'une once d'antimatière.
- Dans Le Secret de la planète des singes (1970), le personnage principal, voyant qu'une communauté mutante souterraine vénère une bombe apocalyptique, commente « Ils en ont finalement construit une avec un boîtier en cobalt » en référence à une bombe au cobalt qui pourrait anéantir le monde. Après que les astronautes Brent et Taylor aient été abattus par une armée envahissante de singes, l'acte mourant de Taylor est de faire exploser la bombe apocalyptique, anéantissant toute vie sur la Terre du 40e siècle.
- Dans un épisode en deux parties de l'émission télévisée Super Jaimie, Doomsday Is Tomorrow, une bombe au cobalt, surnommée par son créateur comme « l'instrument de destruction le plus diabolique jamais conçu par l'homme » est utilisée comme déclencheur d'une attaque puissante.
- Dans le roman de Tom Clancy, La Somme de toutes les peurs (1991), il est noté que les bombes nucléaires tactiques de  l'armée de l'air israélienne peuvent être équipées en cobalt « pour empoisonner un paysage à toutes sortes de vies pour les années à venir »[27].
- Dans le jeu vidéo Detroit: Become Human (2018), le joueur a la possibilité de faire exploser une bombe au cobalt lors de certaines fins de partie. La détonation de la bombe entraîne l'évacuation par les humains de la ville de Détroit, désormais irradiée, et de la zone située à 50 miles à la ronde.
- Dans le jeu vidéo Metro Exodus (2019), le joueur visite la ville russe de Novossibirsk qui a été touchée en 2013 par des ogives au cobalt lors d'une guerre nucléaire mondiale, entraînant des niveaux de rayonnement catastrophiques.